# Mahasoabe (Fianarantsoa II)
Pour les articles homonymes, voir Mahasoabe.
Mahasoabe est une commune rurale malgache située dans la partie est de la région de la Haute Matsiatra.

## Géographie
Le village de Mahasoabe est bâti sur une colline sur la rive droite de la Matsiatra qui arrose une plaine occupée par des rizières. Elle est située à 25 km à l'est de Fianarantsoa à laquelle elle est reliée par une route non bitumée.

## Économie
Mahasoabe est au cœur d'une région productrice de riz qui ravitaille la ville de Fianarantsoa.

## Histoire
Le nom Mahasoabe veut dire « fait du bien » en français. C'est d’après une fable local même. Il y avait si longtemps les Betsileo vivaient dans des hauts altitudes. Le roi Andrianony habitait sur la colline le plus haut qui est Mahasoa qui veut dire qui porteur de bonheur à peu près le même nom mais il n'y a pas le be qui veut dire plus. Et à la fin du XVIIe siècle, la forêt de Mahasoa a été dissous. alors le climat de Mahasoa qui est sur la colline devient critique et cela a rendu la fille du roi malade. À cause de cela, le roi a dit à son peuple de chercher un endroit pour s'installer. Et ils ont trouvé une plaine non rocheuse et qui est traversée par une rivière Mahatsiatra. Et la place les a fait de bien plus que Mahasoa alors ils ont appelé l'endroit Mahasoabe.
Maintenant, il y a de l'or à Mahasoabe. C'est encore une activité mineure de la région mais elle procure des ressources à quelques habitants.